# Schauboden
Schauboden ist eine Ortschaft und eine Katastralgemeinde in der Marktgemeinde Purgstall an der Erlauf in Niederösterreich.

## Geografie
Die Streusiedlung liegt nördlich von Purgstall beiderseits der Erlauftal Straße und besteht aus dem Weiler Grillenberg, einer Häusergruppe um die Haltestelle Schauboden der Erlauftalbahn, einem Jugendheim und weiteren Einzellagen. In jüngster Vergangenheit wurde der Ort im Bereich der Haltestelle mehrfach erweitert.

## Geschichte
Laut Adressbuch von Österreich waren im Jahr 1938 in der Ortsgemeinde Schauboden ein Gastwirt, ein Gemischtwarenhändler und mehrere Landwirte ansässig.

## Siedlungsentwicklung
Zum Jahreswechsel 1979/1980 befanden sich in der Katastralgemeinde Schauboden insgesamt 150 Bauflächen mit 45.495 m² und 105 Gärten auf 237.359 m², 1989/1990 gab es 187 Bauflächen. 1999/2000 war die Zahl der Bauflächen auf 344 angewachsen und 2009/2010 bestanden 208 Gebäude auf 397 Bauflächen.

## Öffentliche Einrichtungen
In Schauboden befindet sich ein Kindergarten sowie das Sozialpädagogische Betreuungszentrum Schauboden, das auf einem 58.000 m² großen Areal Unterkunft und Hilfe für in Not geratene Kinder bietet.

## Bodennutzung
Die Katastralgemeinde ist landwirtschaftlich geprägt. 643 Hektar wurden zum Jahreswechsel 1979/1980 landwirtschaftlich genutzt und 124 Hektar waren forstwirtschaftlich geführte Waldflächen. 1999/2000 wurde auf 645 Hektar Landwirtschaft betrieben und 128 Hektar waren als forstwirtschaftlich genutzte Flächen ausgewiesen. Ende 2018 waren 620 Hektar als landwirtschaftliche Flächen genutzt und Forstwirtschaft wurde auf 128 Hektar betrieben. Die durchschnittliche Bodenklimazahl von Schauboden beträgt 49,3 (Stand 2010).